# Перелли, Шарлотта
Шарло́тта Пере́лли (швед. Charlotte Perrelli, имя при рождении — Анна Дженни Шарлотта Нильссон (швед. Anna Jenny Charlotte Nilsson); род. 7 октября 1974, Ховманторп, Швеция) — шведская певица и актриса. Представляя Швецию на конкурсе песни «Евровидение 1999» года с песней «Take Me to Your Heaven» («Возьми меня в свой рай»), заняла первое место и принесла победу своей стране.

## Биография

### 1987—1998
В 13 лет пришла в танцевальный коллектив в Ховманторпе. После окончания школы переезжает в Векшё, где посещает школу исполнительных видов искусства. Она также становится солисткой группы «Kendix». Позже поёт в группе «Anders Engbergs», но выпустив два альбома, уходит из коллетива, присоединившись к ансамблю «Wizex». В 1998 группа была номинирована на шведскую музыкальную премию за альбом «Mot nya mål», а альбом «Tusen och en natt» стал «золотым». В 1997—1998 Шарлотта также принимала участие в шведской мыльной опере «Vita lögner» («Белая ложь»), снявшись в 20 эпизодах.

### 1999—2000
Выиграла «Melodifestivalen» 1999 и затем «Евровидение 1999» в Иерусалиме с песней «Take Me to Your Heaven». После победы на конкурсе «Евровидение» Шарлотта (тогда ещё Нильссон) становится знаменитой. Она выступает по всей Европе и Среднему Востоку, а также выпускает свой первый сольный альбом «Charlotte» (1999).

### 2001—2003
В 2001 году выходит второй альбом «Miss Jealousy», который включает в себя успешный сингл «You Got Me Going Crazy». В 2003 году Шарлотта становится ведущей полуфинала Шведского отбора на Евровидение. В апреле этого же года она принимает участие в шведской постановке «Иисус Христос — суперзвезда». В сентябре выходит сингл «Broken Heart», в июне 2004 года появляется третий альбом «Gone Too Long».

### 2004—2007
После удачного дебюта её приглашают провести уже полностью весь национальный отбор на «Евровидение 2004», а телеканал TV4 приглашает её создать собственное шоу. Она организует детскую музыкальную передачу «Super Troupers».
В мае 2007 года Шарлотта принимает участие в «Nordic Preview Show», обсуждая участников «Евровидения 2007» в качестве эксперта от Швеции. До этого она уже была в составе экспертной комиссии в 2005 году.

### С 2008

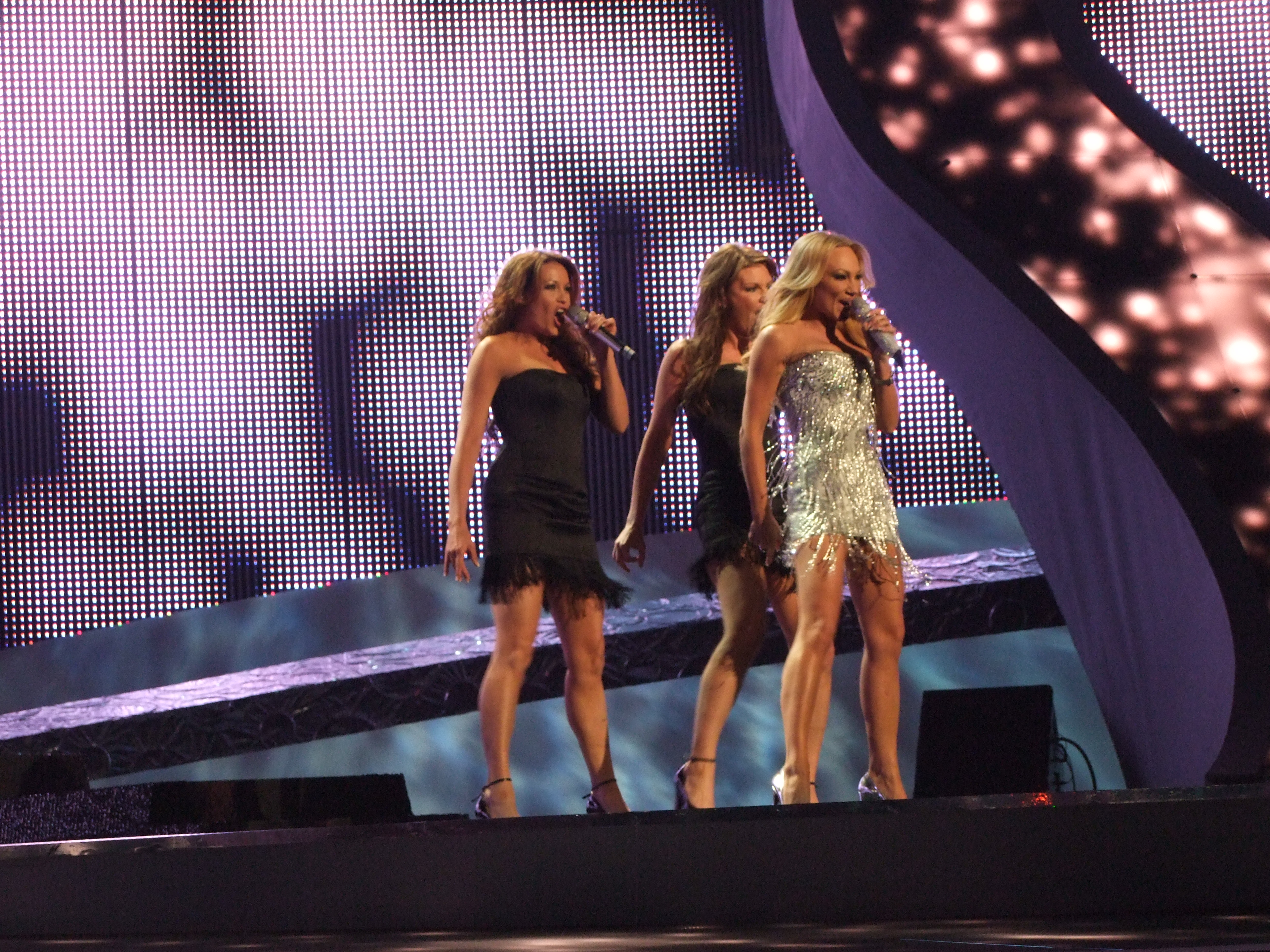
Выступление на конкурсе «Евровидение 2008», второй полуфинал

15 марта во второй раз выиграла «Мелодифестивален», получив право на поездку в Белград на конкурс «Евровидение 2008». 14 марта был снят промоклип на песню «Hero», а затем прошёл промотур в поддержку новой песни. Была одним из фаворитов на победу в конкурсе, но заняла только 18 место, набрав 47 баллов. При этом, новый альбом «Hero» занял третье место в чартах Швеции.
После «Евровидения» вместе с композитором Робертом Уэлсом певица приняла участие в шоу «Rhapsody in Rock», позже она выступила на Летних Олимпийских играх в Пекине. Также в Китае вышел её альбом «Hero».
В течение осени Шарлотта работала над рождественским альбомом «Rimfrostjul», который вышел 10 ноября. Она также выступила на нескольких шоу, включая «Sommarkrysset», «Victoriadagen» and «Nationaldagen». 31 октября она была приглашена на шоу «Idol 2008» в качестве судьи. В ноябре и декабре она выступала в Швеции на рождественских концертах с песнями нового альбома. В начале 2009 она побывала с гастролями в Минске и Пекине. В феврале 2009 Вместе с Мартином Стенмарком появилась в 3-м полуфинале «Мелодифестивалена-2009» в клипе «En ny tid» («Новая эра»), по сюжету которого она крадёт статуэтку-награду конкурса.
В июле 2009 певица объявила о своих планах выпустить новый альбом в 2010.

## Личная жизнь
С 2003 по 2009 год Перрелли была замужем за ресторатором Николой Перелли (Ингроссо). У бывших супругов есть два сына: Анджело Матео Перрелли (род. 8 января 2004) и Алессио Роберто Перрелли (род. 17 октября 2005).
С 2012 года Перелли встречается с Андерсом Йенсеном. У пары есть два сына: Адриан Ромео Перрелли-Йенсен (род. 30 июля 2013) и Алвин Йенсен (род. в октябре 2018).

## Дискография
| Информация об альбоме | Синглы |
| --- | --- |
| Charlotte - 1й студийный соло-альбом - Выпуск: сентябрь 1999 - Чарты: - #3 (Швеция) - #10 (Норвегия) - #23 (Нидерланды) - #5 (Германия) - #20 (США) | - 1999: «Take Me to Your Heaven», #2 (Швеция) - 1999: «I write you a lovesong», #38 (Швеция) - 2000: «Damn You» |
| Miss Jealousy - Выпуск: март 2001 - Чарты: - #32 (Швеция)                                                                                           | - 2001: «You Got Me Going Crazy», #20 (Швеция) - 2001: «Miss Jealousy» (не выпущен)                             |
| Gone too long - Выпуск: март 2004 - Чарты: - #11 (Швеция)                                                                                           | - 2003: «Broken Heart» #7 (Швеция) - 2004: «Million Miles Away» #11 (Швеция)                                    |
| I din röst - Выпуск: июнь 2006 - Чарты: - #29 (Швеция)                                                                                              | - 2006: «I din röst» только промо - 2006: «Jag är tillbaks»                                                     |
| Hero - Выпуск: 23 апреля 2008 - Чарты: - #3 (Швеция) - #20 (Норвегия) - #18 (Финляндия)                                                             | - 2008: «Hero» #1 (Швеция) - 2008: «Bullet» - 2008: «Addicted»                                                  |
| Rimfrostjul (рождественский альбом) - Выпуск: ноябрь 2008 - Чарты: - #12 (Швеция)                                                                   | |
| The Girl - Выпуск: 14 марта 2012 - Чарты: | |